# Douglas Gilmore
Pour les articles homonymes, voir Gilmore.
Douglas Gilmore né Harris Augustin Gilmore le 25 juin 1903 à Boston, mort d'une longue maladie le 26 juillet 1950 à Manhattan est un acteur américain de théâtre et de cinéma.

## Biographie
Né en Boston, il meurt à Manhattan, et est inhumé au Cimetière de Woodlawn dans le Bronx. Il a été marié avec l'actrice Ruth Mix, la fille de Tom Mix.

## Filmographie

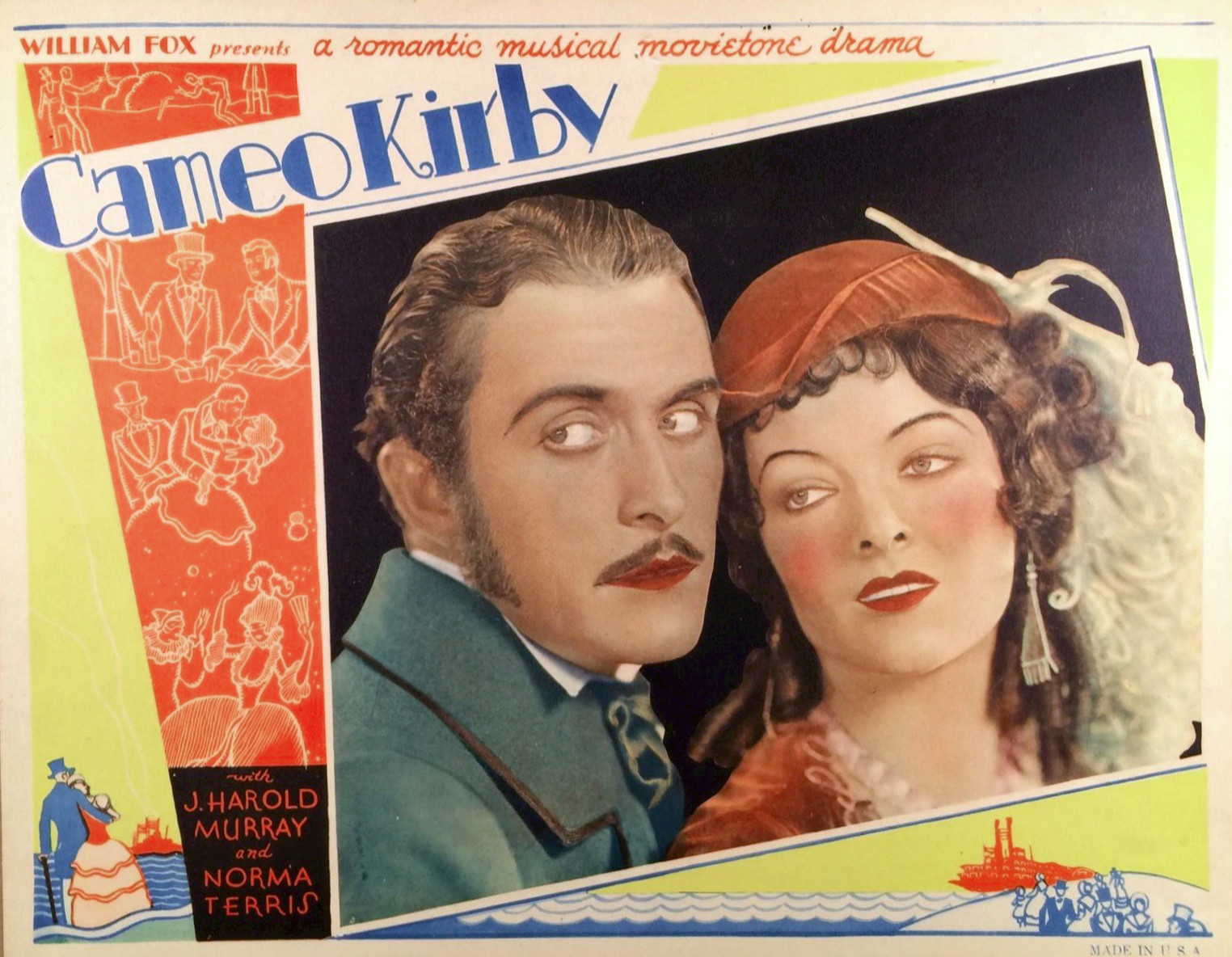
Douglas Gilmore et Myrna Loy, carte promotionnelle du film L'Homme aux camées en 1930.

- 1925 : His Buddy's Wife
- 1925 : Sally, Irene and Mary
- 1926  : Dance Madness
- 1926 : Paris
- 1926 : Love's Blindness
- 1927  : A Kiss in a Taxi
- 1927 : Taxi-girl (The Taxi Dancer)
- 1927 : Rough House Rosie
- 1928  : Object: Alimony
- 1929  : Object: Alimony
- 1929 : The Spirit of Youth
- 1929 : The One Woman Idea
- 1929 : Pleasure Crazed
- 1929 : Married in Hollywood
- 1929 : A Song of Kentucky
- 1930  : L'Homme aux camées (Cameo Kirby'') d'Irving Cummings
- 1930 : The Big Party
- 1930 : Hell's Angels
- 1930 : The Naughty Flirt
- 1931  : Desert Vengeance
- 1931 : Unfaithful
- 1931 : The Girl Habit
- 1932  : The Crane Poison Case